# Темиржол
Темиржол (каз. Теміржол, до 2008 г. — Железнодорожное) — село в Жетысайском районе Туркестанской области Казахстана. Входит в состав Макталинского сельского округа. Код КАТО — 514479480.

## Население
В 1999 году население села составляло 379 человек (201 мужчина и 178 женщин). По данным переписи 2009 года, в селе проживало 458 человек (238 мужчин и 220 женщин).